# Agrias claudina
Agrias claudina (tên tiếng Anh: Claudina Agrias) là một loài bướm ngày thuộc họ Lycaenidae. Nó được tìm thấy ở Venezuela và Guyana tới Bolivia. Phân loài A. c.  sardanapalus được tìm thấy ở Ecuador, Brasil và Peru. Nó được tìm thấy trong rừng nhiệt đới nguyên sinh và thứ sinh ở độ cao từ 200 đến 600 mét.
Ấu trùng ăn các loài Erythroxylum. Con trưởng thành ăn trái cây phân hủy và cá thối rữa.

## Phụ loài
- Agrias claudina claudina (Venezuela, Guyane thuộc Pháp, Guyana, Brazil(Minas Gerais, Espirito Santo, Rio de Janeiro, São Paulo, Paraná, Amazonas, Pará))
- Agrias claudina annetta (Brazil (Santa Catarina, São Paulo))
- Agrias claudina sardanapalus (miền nam Venezuela, Ecuador, Peru, Colombia, Brazil (Rondônia, Amazonas))
- Agrias claudina lugens (Peru, Bolivia, Colombia, Venezuela)
- Agrias claudina godmani (Brazil (Mato Grosso, Goiás, Minas Gerais), Bolivia)
- Agrias claudina croesus (Brazil (Pará, Amazonas))
- Agrias claudina delavillae (Venezuela (Sierra de Lema))
- Agrias claudina patriciae (Venezuela)

## Hình ảnh

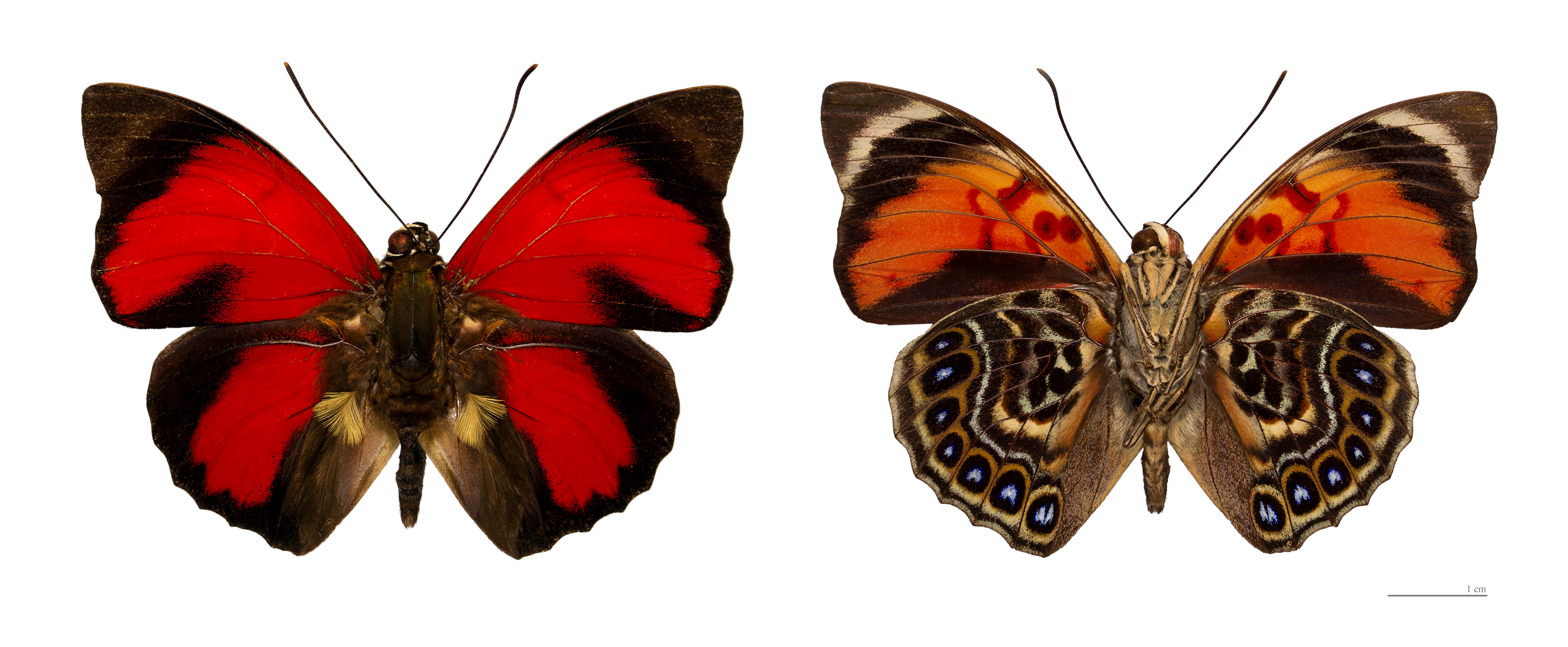
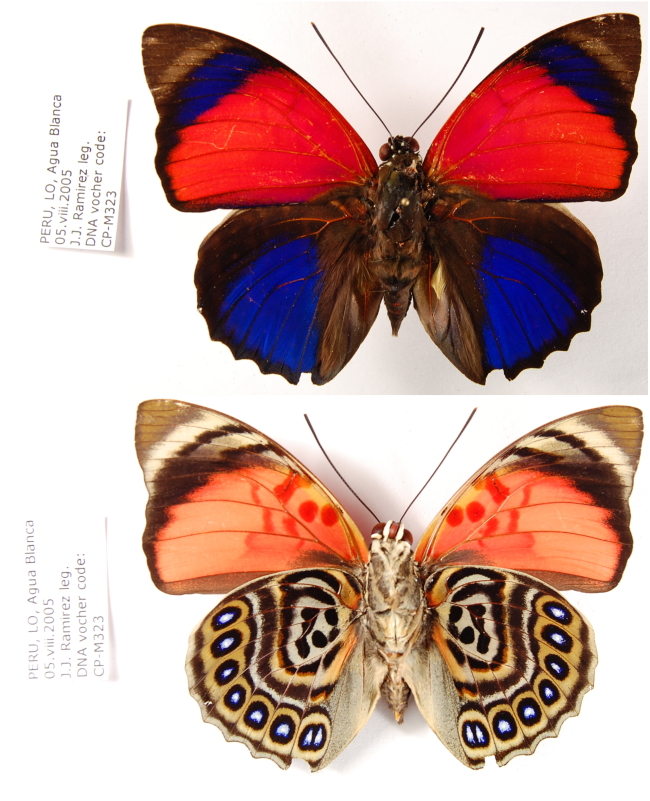
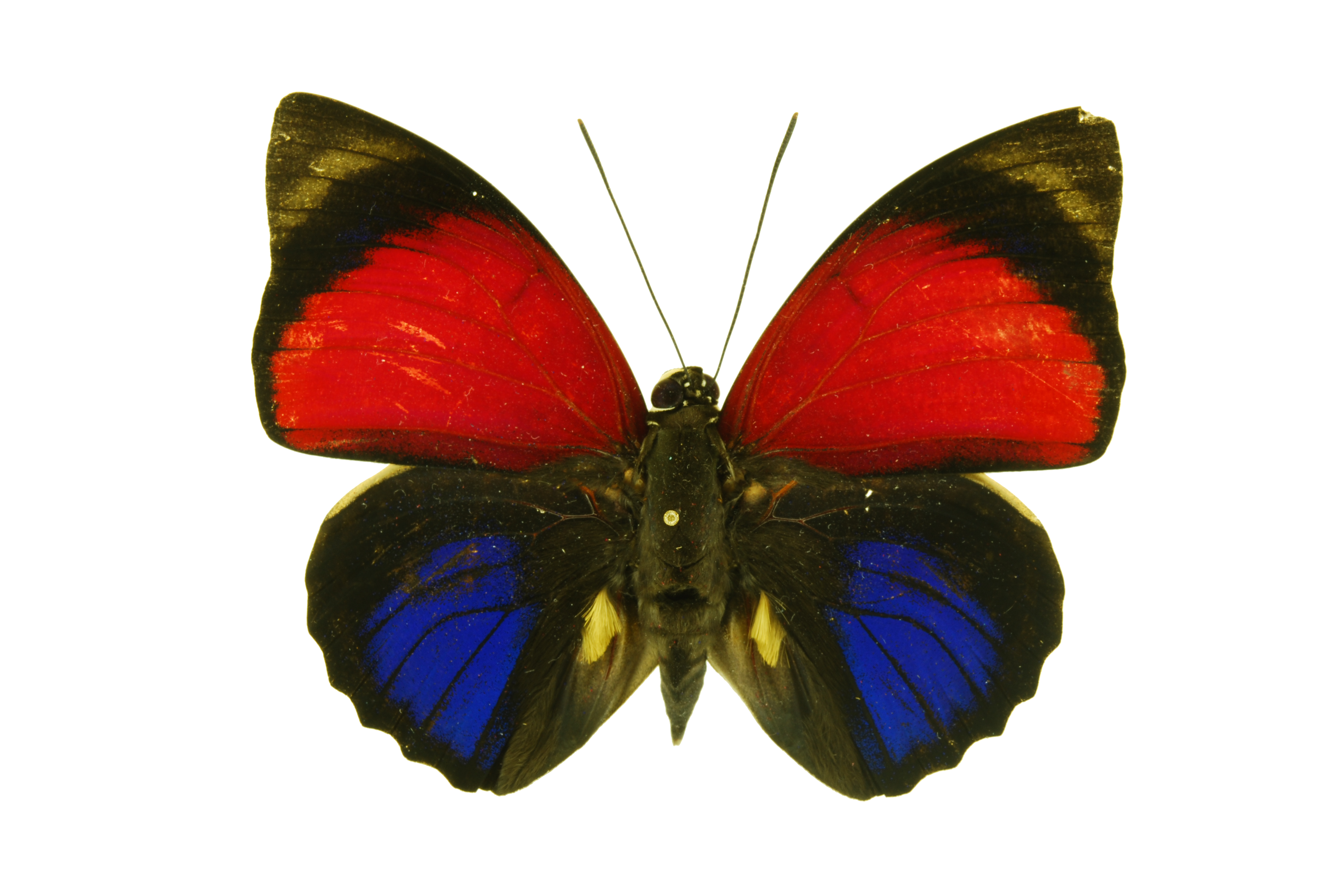
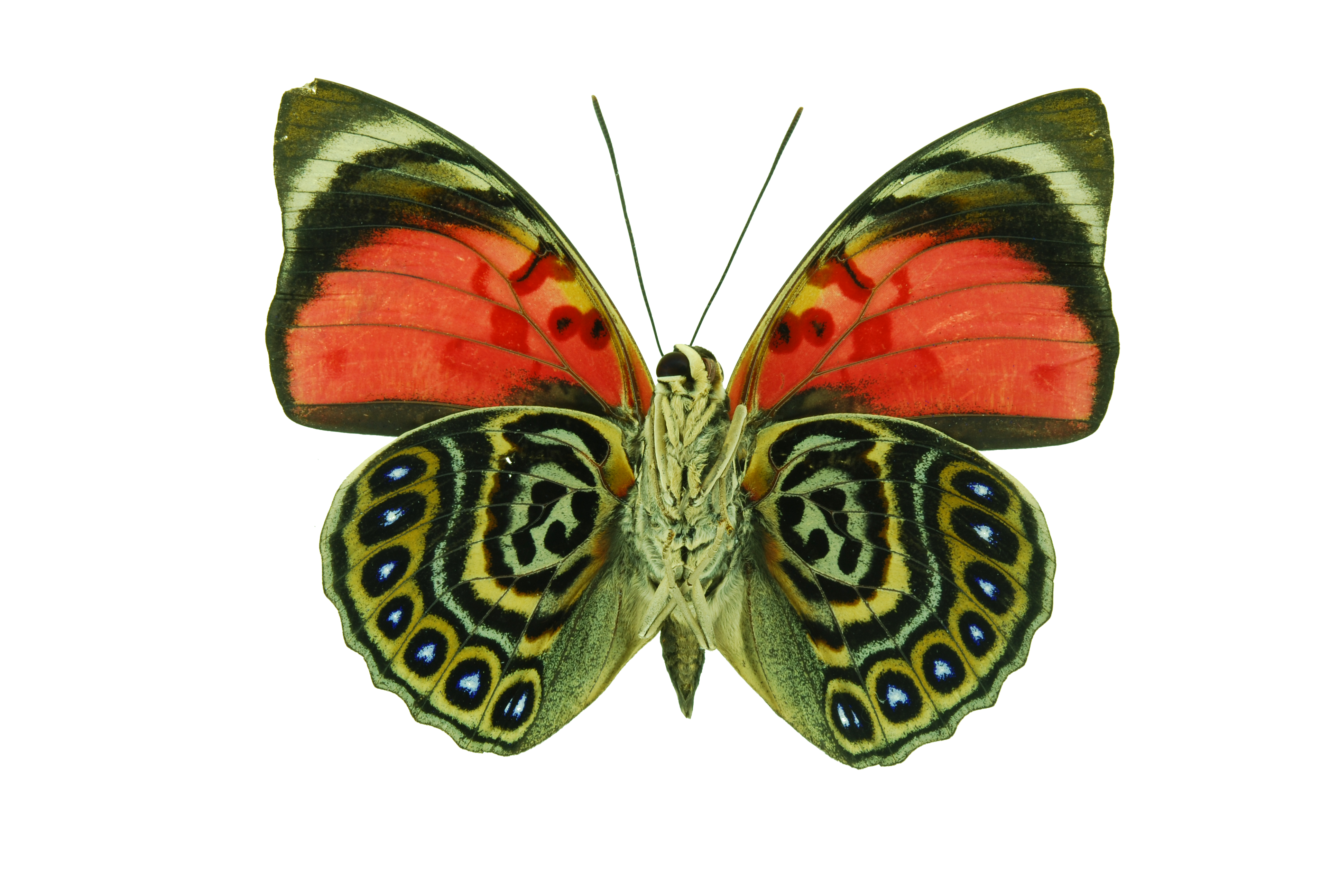
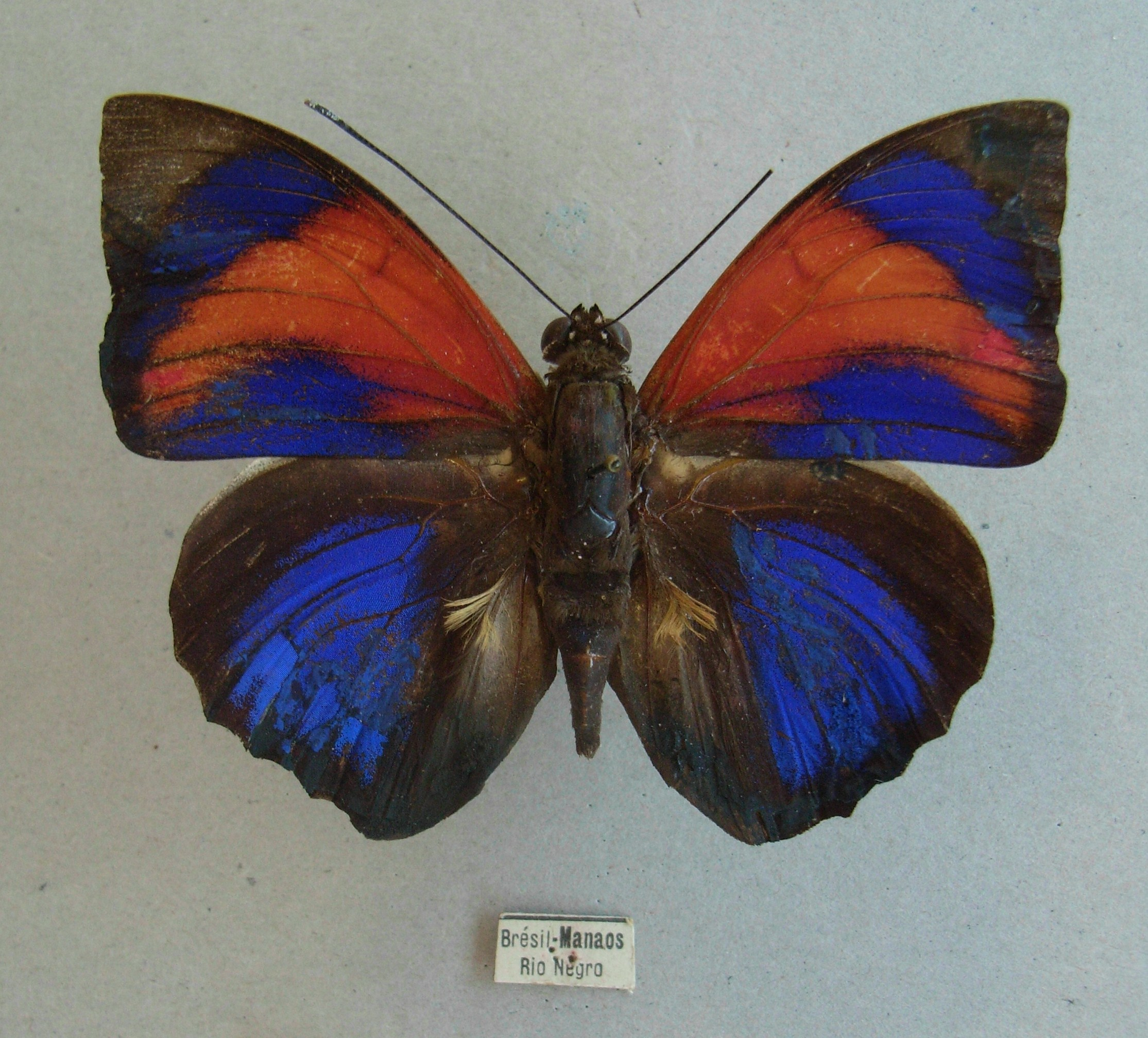
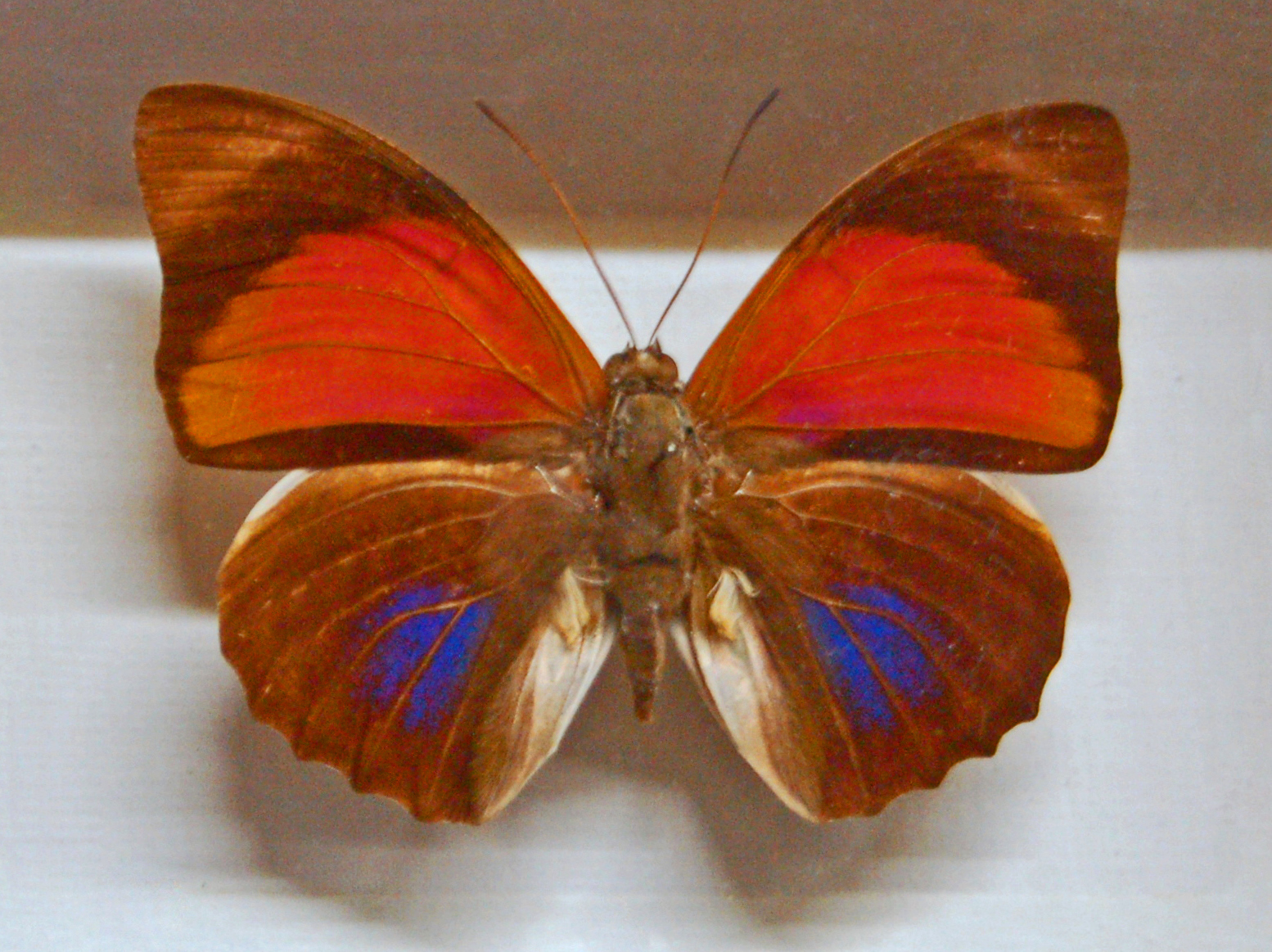